# DN15
DN15 este un drum național din România care leagă orașele Turda și Bacău. El trece prin Târgu Mureș, apoi urmează râul Mureș până la Toplița, trece munții Giurgeu prin pasul Creanga, urmează cursul râului Bistricioara, ocolește lacul Izvorul Muntelui și coboară pe valea Bistriței până la Bacău.